# Mustafa Öcal
Mustafa Öcal – turecki zapaśnik walczący w stylu wolnym. Zajął dwunaste miejsce na mistrzostwach świata w 1987. Piąty na mistrzostwach Europy w 1986. Brązowy medalista igrzysk śródziemnomorskich w 1983 i 1987 roku.